# Tarzan
Pour les articles homonymes, voir Tarzan (homonymie).
Tarzan est un personnage de fiction représentant l’enfant sauvage archétypal élevé par des Grands Singes dans la jungle africaine. Ce personnage est créé par Edgar Rice Burroughs en 1912 dans le roman Tarzan of the Apes, publié pour la première fois en France en 1926 chez Fayard, sous le titre Tarzan chez les singes. 26 volumes sont sortis entre 1912 et 1995.
La bande dessinée et le cinéma consacreront le mythe, au prix d'une différence d'adaptation d'avec l'œuvre d'origine de Burroughs, désireux d'adapter fidèlement ses œuvres, et les réalisateurs obligés pour éviter les poursuites judiciaires, d'insérer au générique de chacun de leurs films « très librement adapté des personnages créés par Edgar Rice Burroughs ».

## Biographie fictive

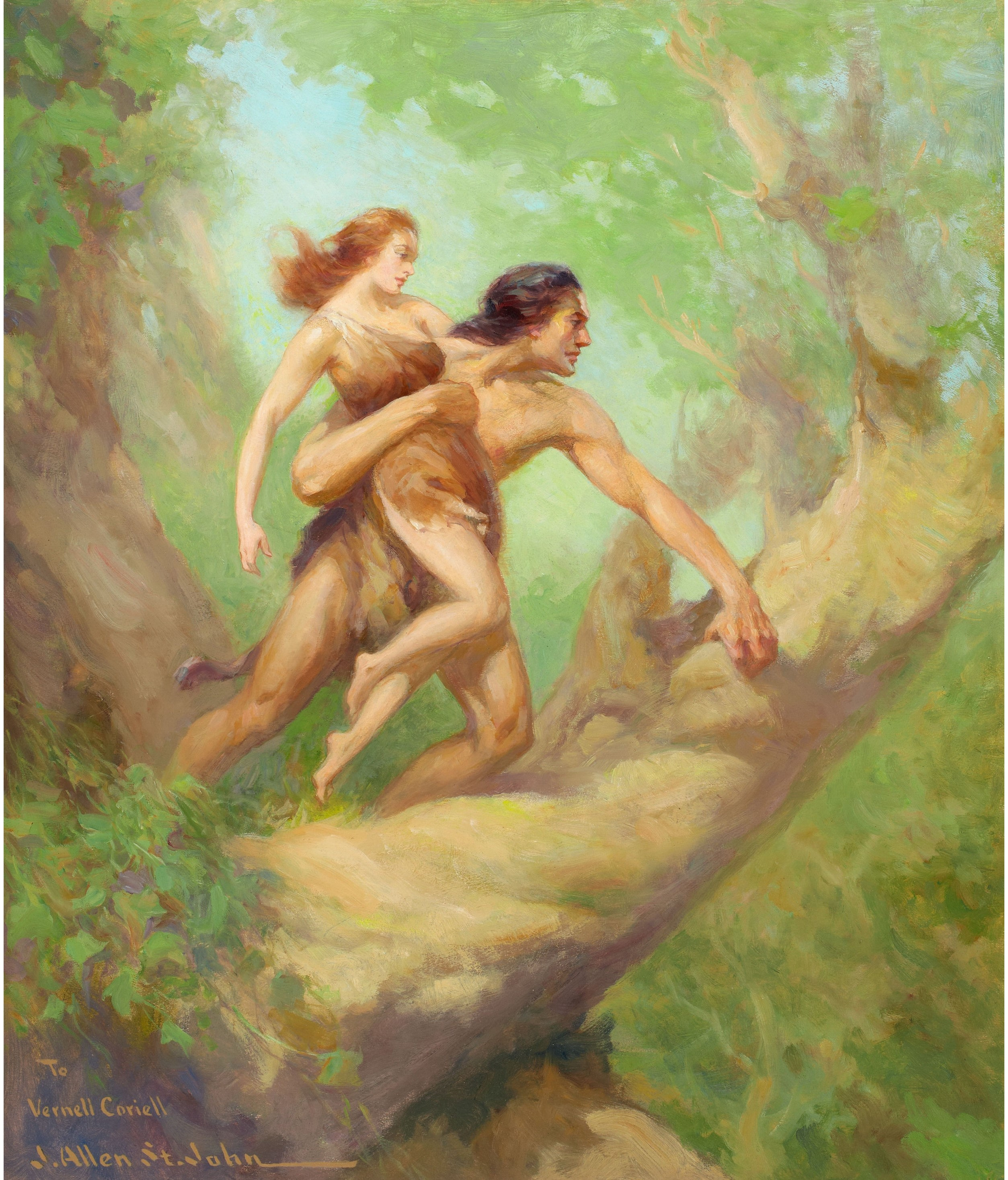
Tarzan et Jane, huile sur toile de J. Allen St. John, 1947.

Tarzan est le fils d'aristocrates anglais qui ont été débarqués dans la jungle africaine à la suite d'une mutinerie. À la mort de son père, attaqué par le chef d'une tribu de grands singes, Tarzan, bébé, est recueilli par une guenon appelée Kala. Cette tribu, les manganis, est une espèce inconnue de la science mais qui partage des caractéristiques communes avec les gorilles, les chimpanzés et les premiers hominidés, en particulier une forme primitive de langage, la Langue grand-singe. En mangani Tarzan signifie « peau blanche », mais son véritable nom est John Clayton III, Lord Greystoke.
Ayant dû survivre dans la jungle depuis sa plus tendre enfance, Tarzan montre des capacités physiques supérieures à celles des athlètes du monde civilisé. Il est aussi doté d'un intellect supérieur et il apprend l'anglais seul en utilisant les livres d'images qu'avaient emportés ses parents. Contrairement à la plupart de ses incarnations cinématographiques, au début, le Tarzan des romans écrit et lit un anglais parfait mais ne le parle pas. Il apprendra même le français avant d'apprendre l'anglais grâce au lieutenant d'Arnot, qu'il sauve d'une tribu de cannibales.
Tarzan rencontre des humains pour la première fois alors qu'il est adulte. Ce sont des Noirs autochtones, grâce auxquels il s'humanise en découvrant la viande cuite. Après sa rencontre avec Jane Porter, qui devient sa compagne, il se rend un temps en Amérique (Baltimore), puis s'installe en Angleterre. Tarzan lord Greystoke et Jane devenus époux, ont un fils nommé Jack, qui, fasciné par le passé de son père, fugue et parvient à gagner la jungle africaine. Pour le retrouver, Tarzan rejettera le monde dit « civilisé » et, accompagné de Jane, retourne à la vie sauvage. Il retrouve son fils bien des années plus tard, ce dernier désormais adulte a, comme lui jadis, grandi dans la jungle, où il est devenu Korak-le-Tueur. Le père, la mère et le fils vont souvent se croiser, au fil de leurs aventures.
Au fil de celles-ci, Tarzan découvre des cités oubliées comme celle d'Opar ou des mondes perdus comme celui de Pal-ul-don.

### Entourage

#### Korak
Korak, nom en «Langue grand-singe» de John "Jack" Clayton, vicomte de Greystoke, est le fils de Jane et Tarzan. Il apparaît pour la première fois dans le roman Le Fils de Tarzan ; puis par la suite, adulte, dans plusieurs autres histoires, notamment, Tarzan dans la préhistoire et Tarzan et le Lion d'or.
Le personnage a eu, un temps, sa propre série en bande dessinée, puis/et d'autres aventures sont publiées en seconde histoire des mensuels Tarzan.

## Sources d'inspiration

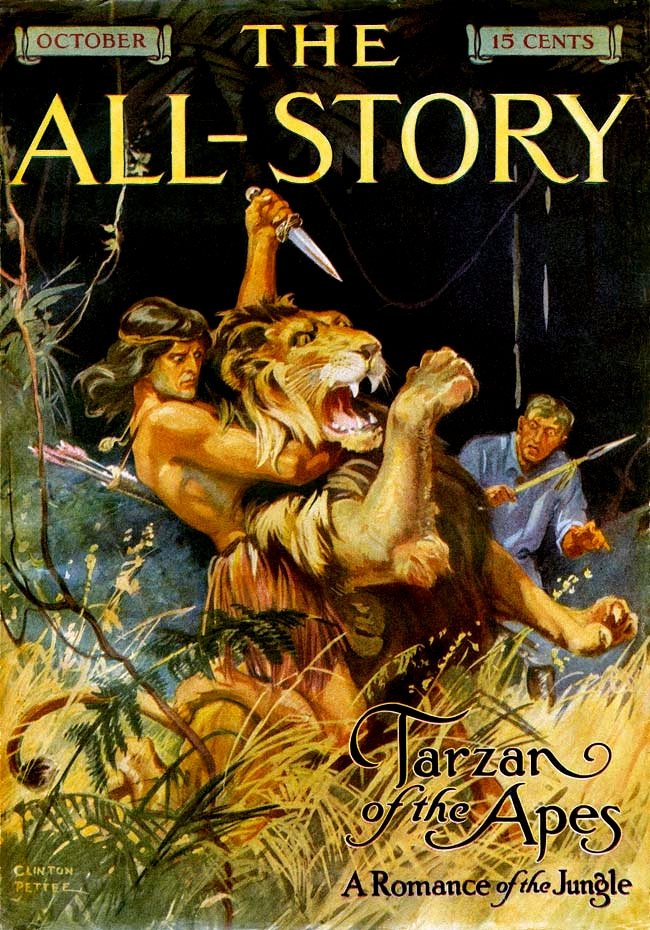
Tarzan of the Apes, par Edgar Rice Burroughs, The All-Story Magazine, octobre,1912.

### Les enfants sauvages
Tarzan est à la fois une variation du  mythe du « bon sauvage » (Vendredi dans Robinson Crusoé, les premiers écrits de Jean-Jacques Rousseau...) et de la légende de l'enfant sauvage (au même titre que Mowgli du Livre de la jungle de Rudyard Kipling, Romulus et Rémus, les mythiques fondateurs de Rome, ou Atalante, la chasseresse de la mythologie grecque). Son histoire s'appuie sur les théories du darwinisme social, science qui eut son heure de gloire au début du XXe siècle et inspira aussi Jack London et Robert E. Howard[réf. nécessaire].

## Liste des œuvres

### Romans

#### Romans originaux d'Edgar Rice Burroughs
- Tarzan chez les singes (Tarzan of the Apes), 1912
- Le Retour de Tarzan (The Return of Tarzan), 1913
- Tarzan et ses fauves (The Beasts of Tarzan), 1914
- Le Fils de Tarzan (The Son of Tarzan), 1915/1916
- Tarzan et les Joyaux d'Opar (Tarzan and the Jewels of Opar), 1916
- Tarzan dans la jungle (Jungle Tales of Tarzan), recueil de nouvelles

- Tarzan l'Indomptable (Tarzan the Untamed), 1919/1920
- Tarzan dans la préhistoire (Tarzan the Terrible), 1921
- Tarzan et le Lion d'or (Tarzan and the Golden Lion), 1922/1923
- Tarzan et les Hommes-fourmis (Tarzan and the Ant Men), 1924
- Tarzan et les Croisés (Tarzan, Lord of the Jungle), 1927/1928
- Tarzan et l'Empire oublié (Tarzan and the Lost Empire), 1928/1929
- Tarzan au cœur de la Terre (Tarzan at the Earth's Core), 1929/1930
- Tarzan l'invincible (Tarzan the Invincible), 1930/1931
- Tarzan triomphe (Tarzan Triumphant), 1931/1932
- Tarzan et la Cité de l'or (Tarzan and the City of Gold), 1932
- Tarzan et l'Homme-lion (Tarzan and the Lion Man), 1933,1934
- Tarzan et les Hommes-léopards (Tarzan and the Leopard Men), 1932, 1933
- Tarzan et les Immortels (Tarzan's Quest), 1935,1936
- Tarzan et la Cité interdite (Tarzan and the Forbidden City), 1938
- Tarzan le magnifique (Tarzan the magnificent), 1936/1937/1938

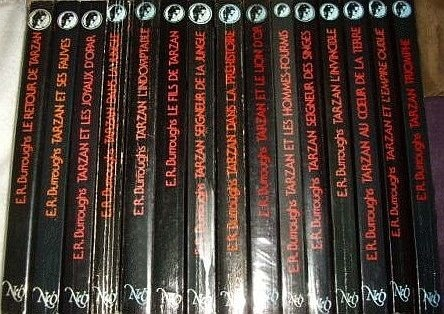
Tarzan présenté ici en 15 volumes aux éditions françaises Néo.

- Tarzan et la Légion étrangère (Tarzan and the Foreign Legion), 1947
- Tarzan et le Dieu fou (Tarzan and the Madman), 1964
- Tarzan et les Naufragés (Tarzan and the Castaways), recueil de nouvelles
  1. Tarzan et les Naufragés (Tarzan and the Castaways), 1941
  2. Tarzan et le Champion (Tarzan and the Champion), 1940
  3. Tarzan et les Assassins (Tarzan and the Jungle Murders), 1940
- Tarzan et les Jumeaux (Tarzan and the Tarzan Twins), 1927-1936Composé de deux courts romans écrits spécifiquement à destination d'un public adolescent (ce qui explique son exclusion du canon), il se place chronologiquement entre les tomes 11 (Tarzan et les Croisés) et 12 (Tarzan et l'Empire oublié).
- Tarzan, l'aventure perdue (Tarzan: the Lost Adventure), 1995Joe R. Lansdale fut officiellement chargé de terminer un tapuscrit de 80 pages trouvé dans les affaires de Burroughs après son décès. Le roman fut publié en 1995 sous les deux noms.

#### Romans dePhilip José Farmer
- Mémoires de Lord Grandrith
  1. La Jungle nue (A Feast Unknown), 1969
  2. Le Seigneur des arbres (Lord of the Trees), 1970

Ces deux romans sont présentés par Farmer comme les tomes IX et X des mémoires de Lord Grandrith (« véritable » nom de Tarzan), aventures fantastiques décrivant la lutte de Tarzan contre les visées d'un groupe obscur d'immortels aux côtés de son demi-frère Doc Caliban (« véritable » nom de Doc Savage). Le cycle comprend un troisième volume, centré sur Doc Caliban, The Mad Goblin (a priori non traduit en français). À noter qu'un certain nombre de polémiques ont vu le jour pour savoir si et comment Lord Grandrith et Doc Caliban s'insèrent dans la famille Wold Newton.
- Tarzan vous salue bien (Tarzan Alive), 1972La véritable biographie de Lord Greystoke. Étude extrêmement fouillée de la vie de Tarzan, un des livres fondateurs de la famille Wold Newton.
- Le Seigneur de la jungle (The Adventure of the Peerless Peer), 1974Un récit du docteur Watson dans lequel Sherlock Holmes rencontre Tarzan.
- Le Dernier Cadeau du temps (Time's Last Gift), 1972Ce roman ne nomme pas explicitement le héros Tarzan mais sa description laisse comprendre que nous avons affaire à lui.
- The Dark Heart of Time: a Tarzan Novel, 1999Une vraie aventure de Tarzan, autorisée par la Edgard Rice Burroughs, inc, se situant chronologiquement entre Tarzan l'Indomptable (Tarzan the untamed) et Tarzan dans la préhistoire (Tarzan the Terrible).
- Cycle d'Hadon d'Opar (ou de Khokarsa)
  1. Hadon of Ancient Opar, 1974
  2. Flight to Opar, 1976

Ce cycle incomplet se déroule en grande partie à Opar, ville extrêmement importante dans le cycle de Tarzan. On y mentionne un mystérieux voyageur aux yeux verts, clairement Sahhindar/Tarzan. À relier au livre Le Dernier Cadeau du temps.
De 1986 à 1989 les éditions Neo publièrent de 1986 à 1989 les quinze premiers romans du cycle de Tarzan Seigneur de la Jungle à Tarzan triomphe.

#### Novélisations
- Tarzan and the Valley of Gold de Fritz Leiber, 1966 Novélisation du film Tarzan and the Valley of Gold (en).
- Tarzan: the Epic Adventures de R. A. Salvatore, 1996Novélisation de l'épisode pilote de la série télévisée Tarzan: The Epic Adventures. Le roman se déroule au milieu du Retour de Tarzan puisqu'il décrit des événements prenant place après le retour de Paris en Afrique de Tarzan mais avant son mariage avec Jane.

#### Éditions pirates

##### Romans de Barton Werper
- Tarzan and the Silver Globe, 1964
- Tarzan and the Cave City, 1964
- Tarzan and the Snake People, 1964
- Tarzan and the Abominable Snowmen, 1965
- Tarzan and the Winged Invaders, 1965

##### Romans de John Bloodstone
- Tarzan on Mars

### Bandes dessinées
Dès 1929, Harold Foster publie les premières histoires en comic strips, c'est-à-dire en bandes qui paraissent dans les journaux quotidiens et hebdomadaires. Burne Hogarth est réputé pour avoir livré les meilleurs épisodes de 1937 à 1950. Les dessinateurs sont nombreux à reprendre les aventures du héros de la jungle. Parmi eux, Russ Manning est le seul dessinateur à avoir travaillé sur les récits en comic strips quotidiens, en comic strips hebdomadaires et en comic books mensuels.

### Filmographie

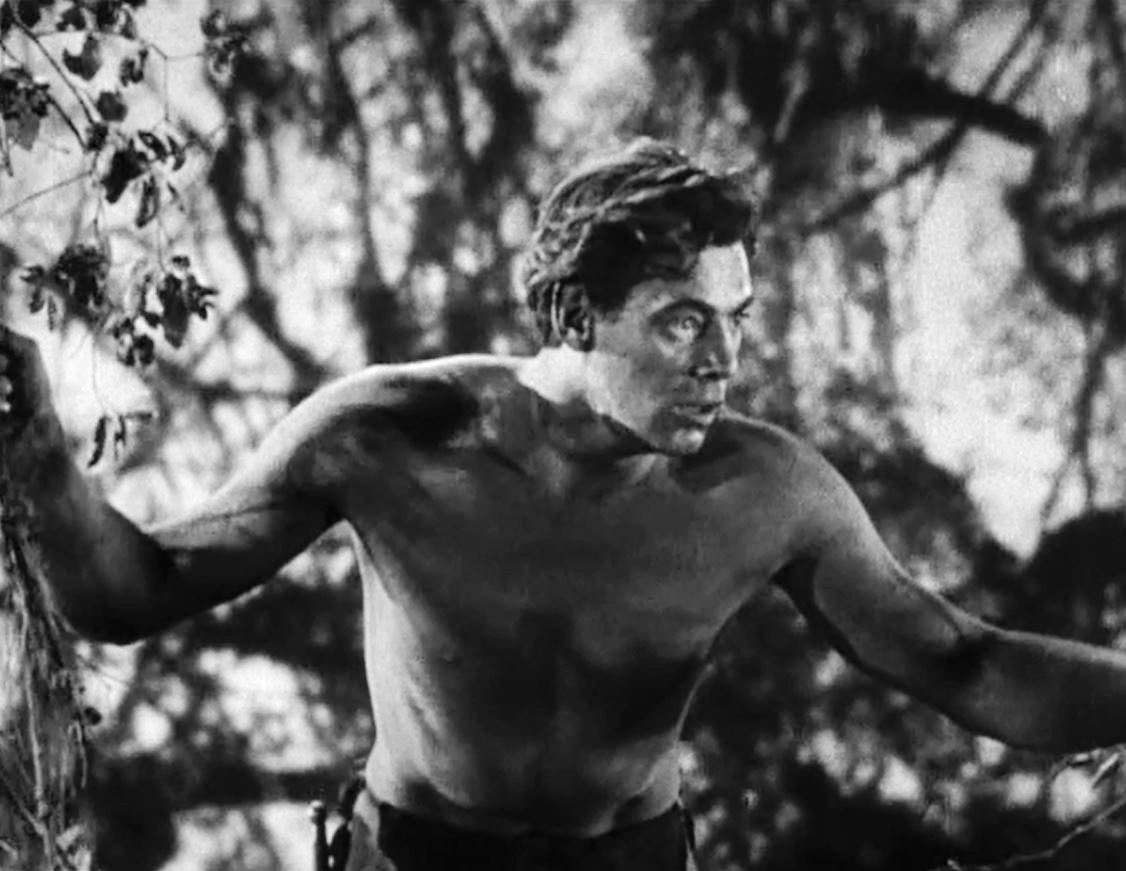
Johnny Weissmuller (Tarzan) dans Tarzan l'homme singe (1932).

#### Cinéma
Les aventures de Tarzan ont été adaptées dès 1918 au cinéma. Son interprète le plus célèbre est l'ancien champion olympique de natation Johnny Weissmuller (12 films entre 1932 et 1948). Cependant les adaptations des films parlants à partir des années 1930 prenaient de telles libertés avec les romans que son créateur littéraire, attaqua en justice les producteurs d'Hollywood qui durent imposer le label à chaque générique : " librement adapté des personnages créés par Edgar Rice Burroughs" . Dans les romans les indigènes noirs, amis et égaux en toute fraternité du héros blanc, souvent victimes des persécutions colonialistes y sont dans les films parlants systématiquement infériorisés et vilipendés. La lecture préalable des romans a amené certains critiques à considérer ces nouveaux scénarios cinématographiques des années 1930 comme relevant de la stupidité la plus totale", et "la trahison la plus odieuse". En 1983, l'adaptation de Hugh Hudson interprétée par Christophe Lambert fut la première à transposer avec une fidélité relative le personnage littéraire pris dans ses contradictions entre ses origines parentales aristocratiques et son rejet de la civilisation.

### Films

#### Années 1910

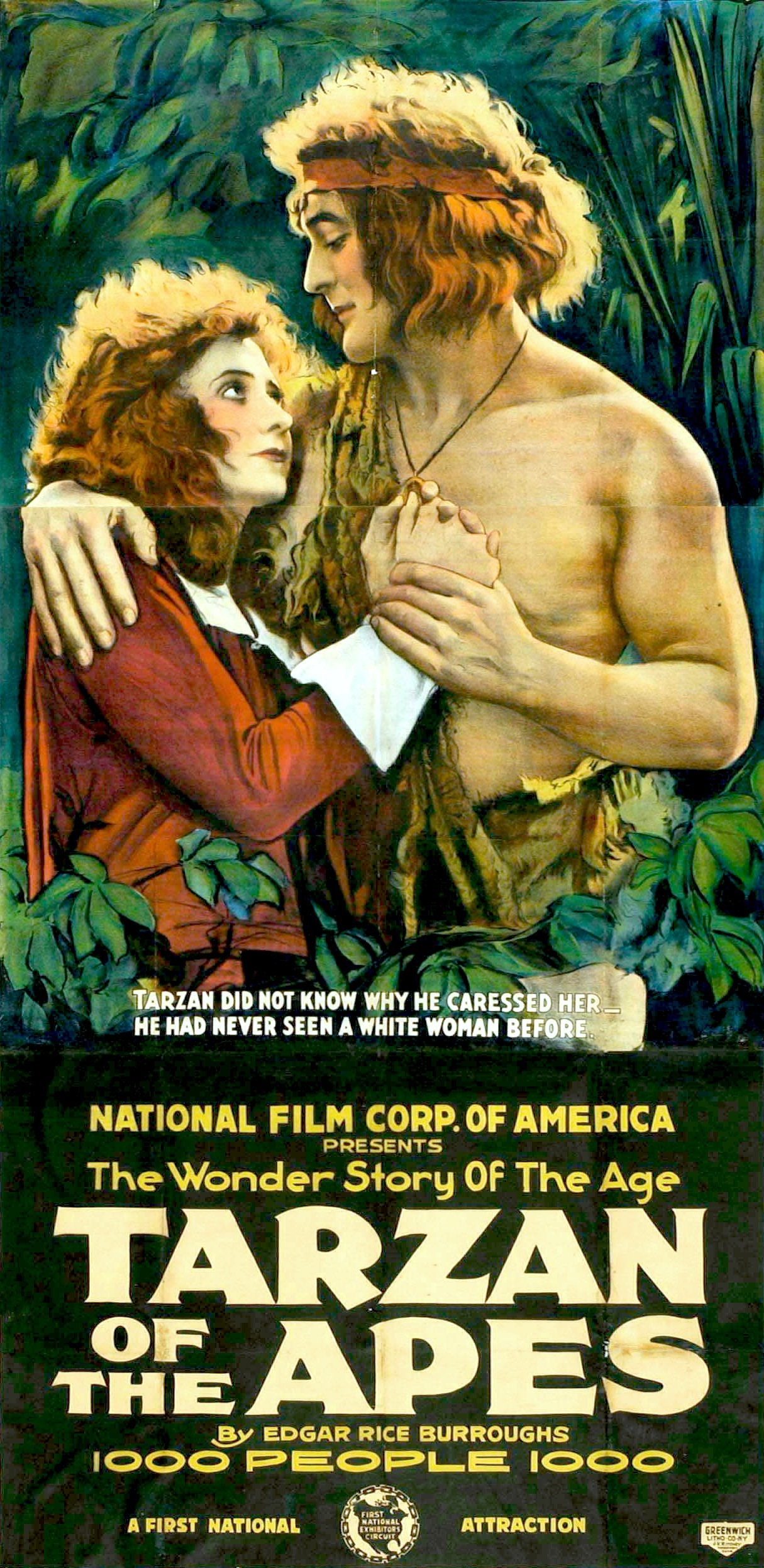
Affiche du film Tarzan chez les singes (1918).

- 1918 : Tarzan chez les singes (Tarzan of the Apes) de Scott Sidney avec Elmo Lincoln dans le rôle de Tarzan. Gordon Griffith incarne le rôle de Tarzan enfant.
- 1918 : Le Roman de Tarzan (The Romance of Tarzan / The Loves of Tarzan) de Wilfred Lucas avec Elmo Lincoln

#### Années 1920
- 1920 : Le Retour de Tarzan (The Revenge of Tarzan /The Return of Tarzan) de Harry Revier avec Gene Pollar
- 1920 : Le Fils de Tarzan (The Son of Tarzan) de Harry Revier avec Perce Dempsey Tabler
- 1921 : Les Nouvelles Aventures de Tarzan (The Adventures of Tarzan) de Robert F. Hill avec Elmo Lincoln et Louise Lorraine dans le rôle de Jane - serial en 30 bobines et 15 épisodes
- 1927 : Tarzan et le Lion d'or (Tarzan and the Golden Lion) de John P. Mac Gowan avec James Pierce
- 1928 : Tarzan the Mighty de Ray Taylor et Jack Nelson avec Frank Merrill - serial en 30 bobines et 15 épisodes
- 1929 : Tarzan le tigre (Tarzan the Tiger) de Henry MacRae avec Frank Merrill - serial en 30 bobines et 15 épisodes

#### Années 1930

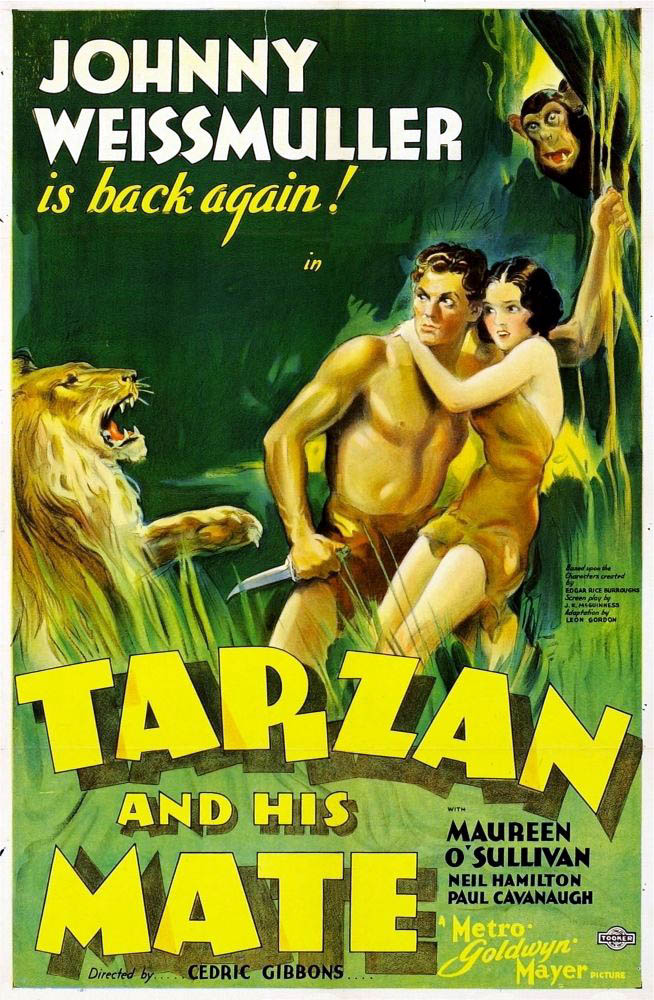
Affiche du film Tarzan et sa compagne (1934).

- 1932 : Tarzan, l'homme singe (Tarzan the Ape Man) de W. S. Van Dyke avec Johnny Weissmuller - premier film de Tarzan parlant
- 1933 : Tarzan l'intrépide (Tarzan the Fearless) de Robert Hill avec Buster Crabbe - serial en 12 épisodes (existe aussi dans une version en 9 épisodes)[2]
- 1934 : Tarzan et sa compagne (Tarzan and His Mate) de Jack Conway et Cedric Gibbons avec Johnny Weissmuller
- 1935 : Les Nouvelles Aventures de Tarzan ou Tarzan l'Invincible (The New Adventures of Tarzan) de Edward Kull avec Herman Brix - serial en 12 épisodes[3]
- 1936 : Tarzan s'évade (Tarzan Escapes) de Richard Thorpe avec Johnny Weissmuller
- 1937 : Toofani Tarzan de Homi Wadia avec John Cawas
- 1938 : Tarzan et la Déesse verte (de)  (Tarzan and the Green Goddess) de Edward Kull avec Bruce Bennett - nouvelle version du serial Les Nouvelles Aventures de Tarzan (1935)[4]
- 1938 : La Revanche de Tarzan (Tarzan's Revenge) de D. Ross Lederman avec Glenn Morris
- 1939 : Tarzan trouve un fils (Tarzan Finds a Son) de Richard Thorpe avec Johnny Weissmuller

#### Années 1940
- 1941 : Le Trésor de Tarzan (Tarzan's Secret Treasure) de Richard Thorpe avec Johnny Weissmuller
- 1942 : Les Aventures de Tarzan à New York ou Tarzan à New York (Tarzan's New York Adventure) de Richard Thorpe avec Johnny Weissmuller
- 1943 : Le Triomphe de Tarzan (Tarzan Triumphs) de William Thiele avec Johnny Weissmuller
- 1943 : Le Mystère de Tarzan (Tarzan's Desert Mystery) de William Thiele avec Johnny Weissmuller
- 1945 : Tarzan et les Amazones (Tarzan and the Amazons) de Kurt Neumann avec Johnny Weissmuller
- 1946 : Tarzan et la Femme-léopard (Tarzan and the Leopard Woman) de Kurt Neumann avec Johnny Weissmuller
- 1947 : Tarzan et la Chasseresse (Tarzan and the Huntress) de Kurt Neumann avec Johnny Weissmuller
- 1948 : Tarzan et les Sirènes (Tarzan and the Mermaids) de Robert Florey avec Johnny Weissmuller
- 1949 : Tarzan et la Fontaine magique (Tarzan's Magic Fountain) de Lee Sholem avec Lex Barker

#### Années 1950
- 1950 : Totò Tarzan (Tototarzan) de Mario Mattoli  avec Totò
- 1950 : Tarzan et la Belle Esclave (Tarzan and the Slave Girl) de Lee Sholem  avec Lex Barker
- 1951 : Tarzan et la Reine de la jungle (Tarzan's Peril) de Phil Brandon et Byron Haskin avec Lex Barker
- 1952 : Tarzan défenseur de la jungle (Tarzan's Savage Fury) de Cy Endfield avec Lex Barker
- 1953 : Tarzan et la Diablesse (Tarzan and the She-Devil) de Kurt Neumann avec Lex Barker
- 1955 : Tarzan chez les Soukoulous (Tarzan's Hidden Jungle) de Harold D. Schuster avec Gordon Scott
- 1957 : Tarzan et le Safari perdu (Tarzan and the Lost Safari) de Bruce Humberstone avec Gordon Scott
- 1958 : Le Combat mortel de Tarzan (Tarzan's Fight for Life) de Bruce Humberstone avec Gordon Scott
- 1958 : Tarzan et les Trappeurs (Tarzan and the Trappers) de Sandy Howard et Charles F. Haas avec Gordon Scott
- 1959 : La Plus Grande Aventure de Tarzan (Tarzan's Greatest Adventure) de John Guillermin avec Gordon Scott
- 1959 : Tarzan, l'homme singe (Tarzan the Ape Man) de Joseph Newman avec Denny Miller

#### Années 1960
- 1960 : Tarzan le magnifique (Tarzan the Magnificent) de Robert Day avec Gordon Scott
- 1962 : Tarzan aux Indes (Tarzan Goes to India) de John Guillermin avec Jock Mahoney
- 1963 : Le Défi de Tarzan (Tarzan's Three Challenges) de Robert Day avec Jock Mahoney
- 1966 : Tarzan and the Valley of Gold (en) de Robert Day avec Mike Henry
- 1967 : Tarzan et le Jaguar maudit (Tarzan and the Great River) de Robert Day avec Mike Henry
- 1967 : Tarzan et la Révolte de la jungle (Tarzan Jungle Rebellion) de William Witney avec Ron Ely - montage d'épisodes de la série télévisée
- 1968 : Tarzan et l'Enfant de la jungle (Tarzan and the Jungle Boy) de Robert Day avec Mike Henry

#### Années 1970
- 1970 : Tarzan's Deadly Silence de Robert L. Friend avec Ron Ely - montage d'épisodes de la série télévisée

#### Années 1980
- 1981 : Tarzan, l'homme singe (Tarzan the Ape Man) de John Derek avec Miles O'Keeffe
- 1983 : Greystoke, la légende de Tarzan (Greystoke, the Legend of Tarzan, Lord of the Apes) de Hugh Hudson avec Christophe Lambert
- 1989 : Tarzan à Manhattan (Tarzan in Manhattan) de Michael Schultz avec Joe Lara

#### Années 1990
- 1997 : Tarzan et la Cité perdue (Tarzan and the Lost City) de Carl Schenkel avec Casper Van Dien

#### Années 2010
- 2016 : Tarzan (The Legend of Tarzan) de David Yates avec Alexander Skarsgård

### Films d'animation
- 1999 : Tarzan (Disney's Tarzan) de Kevin Lima et Chris Buck
- 2000 : Tarzan (Tarzan) d'Olivier Bonneau
- 2001 : La Légende de Tarzan et Jane (Tarzan and Jane) de Victor Cook et Steve Loter
- 2005 : Tarzan 2 (Tarzan II : The Legend Begins) de Brian Smith
- 2013 : Tarzan (Tarzan) de Reinhard Klooss

### Télévision

#### Séries télévisées
- 1966-1968 : Tarzan (Tarzan) avec Ron Ely (57 épisodes de 60 minutes).
- 1991-1994 : Tarzan (Tarzán) avec Wolf Larson et Lydie Denier (75 épisodes de 25 minutes).
- 1996-1997 : Les Aventures fantastiques de Tarzan (Tarzan: The Epic Adventures) avec Joe Lara (22 épisodes de 50 minutes).
- 2003 : Jane et Tarzan (Tarzan) avec Travis Fimmel et Sarah Wayne Callies[5] (8 épisodes de 42 minutes).

#### Séries d'animation
- 1976-1982 : Tarzan, seigneur de la jungle (Tarzan, Lord of the Jungle) (36 épisodes de 22 minutes)
- 2001-2003 : La Légende de Tarzan (The Legend of Tarzan) (39 épisodes de 22 minutes)

## Produits dérivés

### Les «tarzanides»
Nombreux sont les personnages de BD qui correspondent à la catégorie des « tarzanides » (d'après la terminologie de Francis Lacassin, reprise par Harry Morgan), à savoir des personnages de bande dessinée inspirés de Tarzan. Les plus connus sont :
- Akim, avec sa compagne Rita, leur fils adoptif Jim, son gorille Kar et ses deux guenons Zig et Ming qui multiplient les bêtises.
- Ka-Zar (personnage des comic books Marvel) avec Zabu, un tigre à dents de sabre
- Sheena, reine de la jungle
- Yataca, le fils du soleil, avec son petit singe facétieux
- Zembla avec un lion, un kangourou, un chat sauvage, Rasmus (un prestidigitateur maladroit) et Yéyé (un enfant noir).
- Kali

Le dessinateur Gotlib fait de nombreux clins d'œil à l'œuvre de Burne Hogarth, dans sa célèbre Rubrique-à-brac.

### Parodies
Le personnage de Tarzan est également à l'origine de nombreux détournements et pastiches, notamment au cinéma et à la télévision avec :
- Georges de la jungle (1967), série d'animation
- Tarzoon, la honte de la jungle (1975), film d'animation de Picha et Boris Szulzinger
- Tarzan X (Shame of Jane) ou Jungle Heat (1994), film pornographique de Joe d'Amato
- George de la jungle  (George of the Jungle, 1997), film de Sam Weisman
- George de la jungle 2 (George of the Jungle 2, 2003) de David Grossman
- Georges de la jungle (2007), série d'animation

### Jeux vidéo
- Tarzan, jeu vidéo sorti en 1984 sur Colecovision
- Tarzan, jeu vidéo sorti en 1999 sur PC Windows, Nintendo 64, PlayStation et Game Boy Color
- Jungle no Ōja Tar-chan: Sekai Manyū Dai Kakutō no Maki, jeu vidéo sorti en 1994 sur Super Famicom